# 阮有鏡

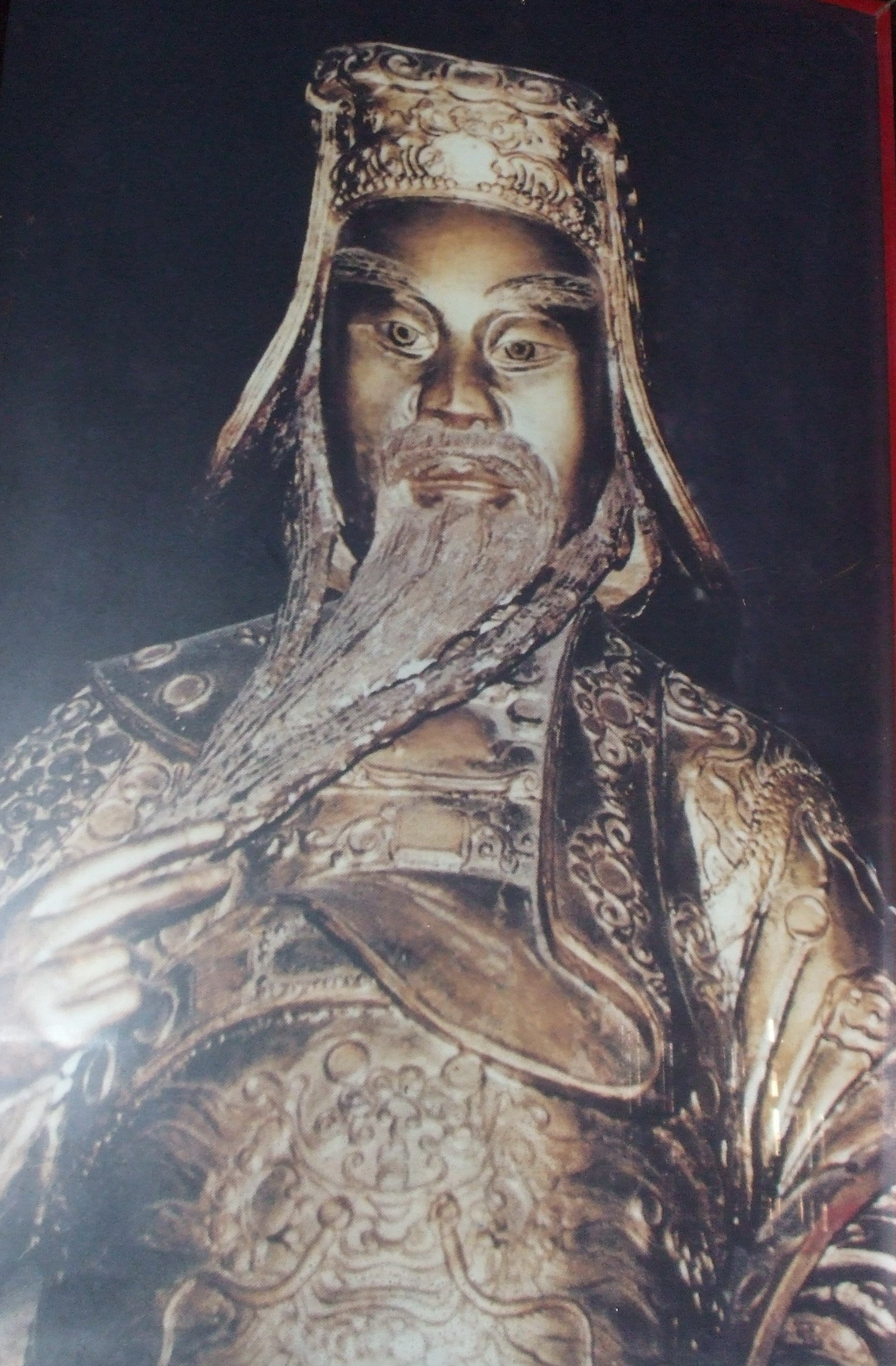
阮有鏡像

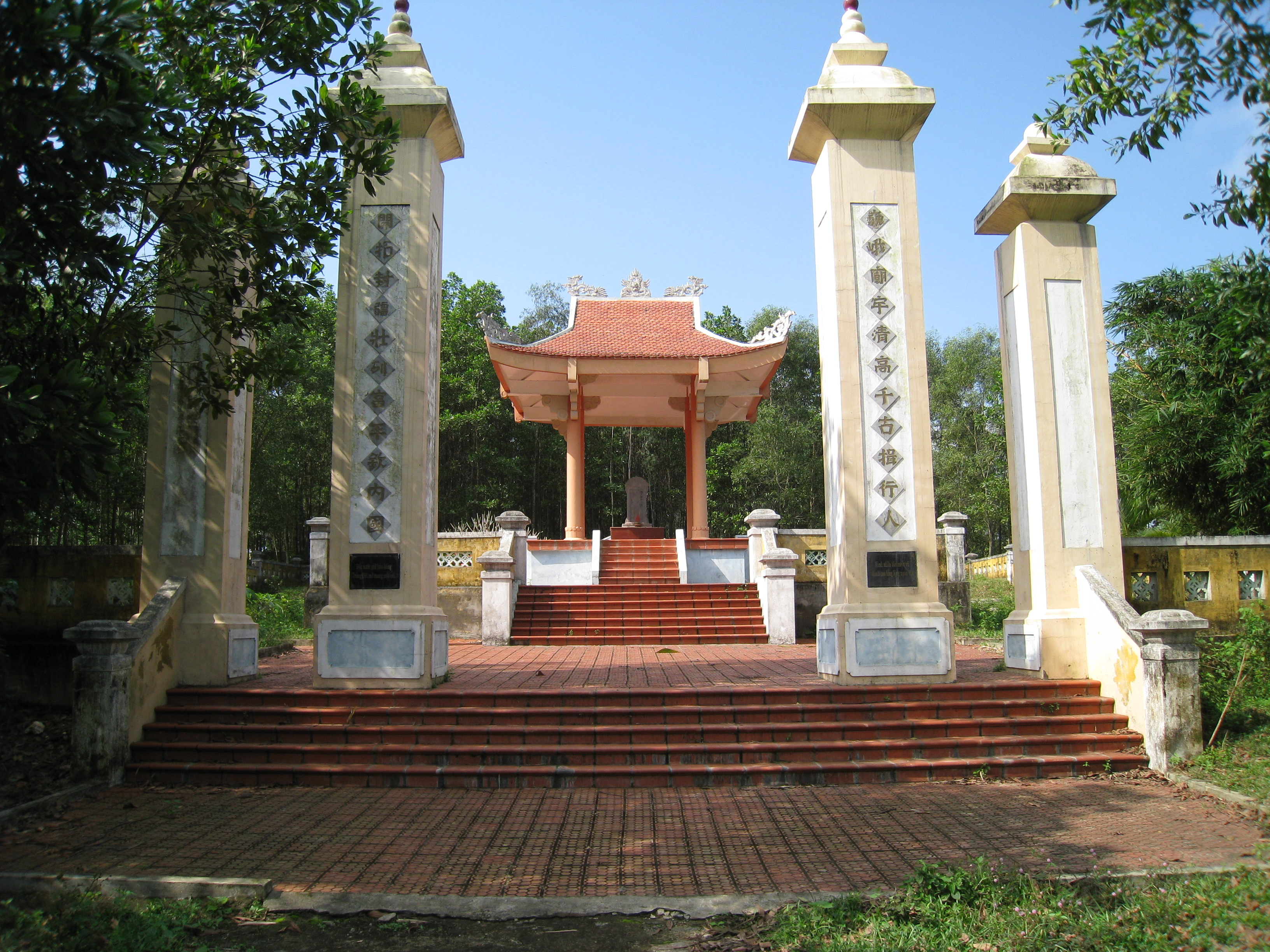
阮有鏡之墓，位于廣平省麗水縣山水社

阮有鏡（越南语：／；1650年—1700年），越南廣南阮主官員，阮有鎰次子，封爵為禮才侯（越南语：／）。
阮有鏡在越南的南進中扮演著重要角色，他軍事擴張至湄公河三角洲地區，鞏固了越南對這裡的統治。1698年，他建立了西貢城（今胡志明市），還在其附近建立了一些軍事堡壘。不過越南學者阮廷頭認為，直到1772年阮久潭給西貢建立了城牆之後，西貢才算是一座真正意義上的城市。今日阮有鏡在越南甚受尊崇，越南人建立了許多廟來祭祀他。

## 生平
阮有鏡祖籍清華鎮宋山縣嘉苗外莊，慶德二年（1650年）出生，父親是昭郡公阮有鎰。阮有鏡少年時就追隨父親四處征戰，被授予該奇一職。正和十三年（1692年），占城國王婆爭起兵反抗阮主統治，派兵攻打延寧府。阮福淍任命阮有鏡為統兵，阮廷光為參謀，討伐婆爭。次年（1693年），阮有鏡擊潰占城軍隊，擒獲婆爭，並將占城國改改為順城鎮。阮有鏡憑藉此功勞，升為掌奇，任平康營鎮守。
正和十九年（1698年）春，阮有鏡擔任統率，進攻高棉。當時高棉國內鬥不斷，國家衰弱。下高棉地區早有大量越南人和華人定居，阮主此次用兵，想將下高棉地區納入統治。阮有鏡很快攻佔了東浦，設嘉定府統轄該地。在鹿野設福隆縣，建鎮邊營；在柴棍設新平縣，建藩鎮營。設置「留守」、「該簿」、「記錄」、「舍吏二司」等官吏，負責當地的司法及行政。同時招募國內流民移居嘉定，充實戶口，設置「社村坊邑」等基本地方單位，編排土地戶籍；定居當地的華人，也單獨設置社村，「唐人子孫居鎮邊者，立為清河社，居藩鎮者，立為明鄉社，並為編戶」。設立「奇隊船」及「水步精兵屬兵」，以護衛轄境。
正和二十年（1699年）秋，高棉國王吉·哲塔四世（匿秋）不滿領土被奪，起兵反抗。阮主阮福淍再命阮有鏡為統率，討伐高棉。正和二十一年（1700年）春，阮有鏡大軍抵達高棉，在華峯壘列陣，並分兵進攻金邊（南榮城）碧堆壘，一舉擊潰高棉軍隊。國王吉·哲塔逃走，安恩（匿淹）出城投降。阮有鏡進入南榮城後，吉·哲塔也到阮有鏡軍中投降。阮有鏡撫慰吉·哲塔，讓他去洛韋（羅壁）招攬高棉流民，自己則率領大軍返回梢木洲。
當時阮有鏡大軍長期住劄在梢木洲，震懾高棉，以防高棉國王再起兵反叛。但他因為氣候不適而生病。同年（1700年）端午節，阮有鏡在和將領開宴會時突然吐血，不久病情惡化，他不得不率兵返程。大軍走到岑溪時，阮有鏡去世，壽五十一歲。
阮福淍接到阮有鏡死訊，追贈他為協贊功臣、特進、掌營，諡忠勤。並賞賜錢財，下令厚葬。嘉隆四年（1805年），阮福映追敘阮主時大臣功勞，阮有鏡列在功臣上等，追贈宣力功臣、特進、輔國上將軍、錦衣衞都指揮使司都指揮使、都督府掌府事、副將掌奇，從祀太廟。嘉隆九年（1810年），又列祀開國功臣廟。明命十二年（1831年），追贈開國功臣、壯武將軍、神機營都統，改諡壯桓，封永安侯（越南语：／）。
阮有鏡去世後，他住劄過的梢木洲被人稱作禮公洲，旁邊的東口道江則被稱作禮公江，以此紀念阮有鏡。
阮有鏡有子阮有銹，官至掌奇鎮守。